# 薊姓
蓟姓是中文姓氏之一，在《百家姓》中排第263位。在现代是极罕见的姓氏。

## 起源
蓟姓出自姬姓，后以国名为姓。周朝初年周武王灭商后，大封诸侯，其中黄帝的后裔（一说为帝尧后裔）郏被封于蓟（今北京城西南）。蓟国为燕国所灭，其遗民便以国为姓。

## 名人
- 蓟子训，汉朝名士。

## 延伸阅读
[在维基数据编辑]
 《百家姓》
 《欽定古今圖書集成·明倫彙編·氏族典·薊姓部》，出自陈梦雷《古今圖書集成》